# غیبندها-۳
غیبندها-۳ (به لاتین: Gaibandha-3) یک منطقهٔ مسکونی در بنگلادش است که در ناحیه گایبنده واقع شده‌است.